# Limps Turm
Der Limps Turm (auch Mäuseturm und Hexenturm genannt) in Arnsberg stammt aus der ersten Hälfte des 13. Jahrhunderts und war Teil der Stadtbefestigung. Heute ist in ihm eine künstlerische Multimediapräsentation untergebracht.

Ansicht von Westen

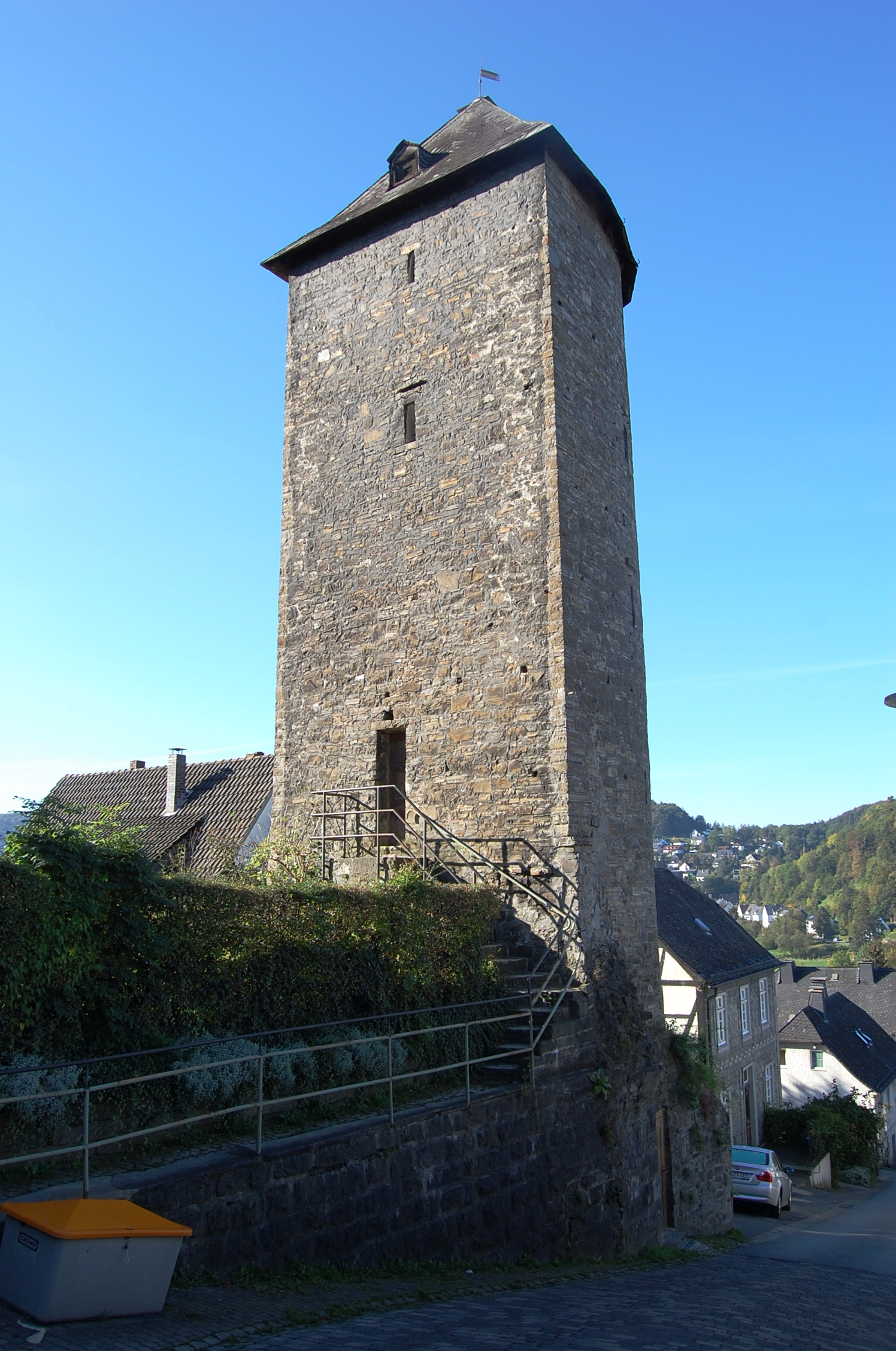
Ansicht von Nordosten

## Geschichte
Der Turm war ursprünglich Teil der Befestigung der Arnsberger Oberstadt. In der ersten Hälfte des 13. Jahrhunderts wurde der ältere Holz-Erde-Wall durch eine Bruchsteinmauer mit Toren und Türmen ersetzt. Aus dieser Zeit stammt auch der Limps Turm. Mit der Limps-Pforte bildete der Turm einen Teil einer Toranlage.
Es handelt sich um einen fünfgeschossigen, halbrunden Mauerturm aus Bruchstein mit einer verschieferten Kegelhaube. Versehen war er mit zahlreichen Schießscharten.
Die wohl ursprüngliche Bezeichnung des Turms war Limitenturm (nach lat. Limes). Später wurde daraus Lemper Turm, Lemps Turm und eben Limps Turm.
Die Türme der Stadt wurden von den verschiedenen Zünften finanziert, unterhalten und notfalls verteidigt. Der Limps Turm unterstand vermutlich der Schmiedezunft. Als eines der wenigen Gebäude der Stadt überstand der Turm den großen Stadtbrand von 1600.
Nachdem der Turm seine Verteidigungsaufgabe verloren hatte, diente er unterschiedlichen Zwecken. Zu Beginn des 19. Jahrhunderts wurden hier Ziegen gehalten. Später diente er als Gefängnis und beim Stadtbrand von 1847 wären die Gefangen dort beinahe umgekommen. Die Stadt verkaufte den Turm, erwarb ihn aber bereits 1895 zurück. In den 1920er Jahren war er Versammlungsort der katholischen Jugendbewegung. Nach dem Ende des Zweiten Weltkrieges diente er vorübergehend Flüchtlingen als Unterkunft.
Der Turm prägt auch heute noch das Bild der Stadt stark mit. Seit 1990 ist der Turm in der Arnsberger Denkmalliste eingetragen. Im Februar 2012 wird er Denkmal des Monats der Arbeitsgemeinschaft historischer Stadtkerne von Nordrhein-Westfalen.

## Lichtturm
Im Jahr 2012 wurde eine künstlerische Installation in Form einer begehbaren Camera Obscura eingerichtet. Das zweite Obergeschoss ist Ausstellungsraum und im dritten Obergeschoss wurde  die eigentliche Camera Obscura installiert. Im vierten Geschoss gibt es eine multimediagestützte Präsentation von Panoramabildern. Geplant ist im Keller weitere Multimediapräsentationen unterzubringen.